# Radara byrsopa
Radara byrsopa är en fjärilsart som beskrevs av George Francis Hampson 1926. Radara byrsopa ingår i släktet Radara och familjen nattflyn. Inga underarter finns listade.